# 現量
現量，也譯為現證量、證量，古印度哲學術語，被佛教因明學沿用。是量的一種，意指經由各種感官體驗或經歷進而覺悟、體悟所印證的知識。

## 概論
現量意指由五根直接取得，尚未經過意識思考分別的直接知識。陳那認為僅有現量與比量才能稱為「量」。
譯為證量、現證量，是由於梵語（可見，顯現，眼前）的變形和，義為親證、現前。用「證量」一詞時，指依照佛法修行而證入成就時，由各種感官體驗或經歷進而覺悟、體悟，印證佛法所說，知道自己所證果位。例如《雜阿含經》説，斯陀含三結已斷，貪嗔癡薄少，證悟者當下以現量自知證斯陀含果。旁人根據聖言量比對，能夠知道聖者所證果位。

## 類別
- 感官現量，由眼耳鼻舌身五根所知覺的現量。
- 意現量，由意根（第六根）的作用在心中生起的直接認知的現量。
- 瑜伽行現量，在瑜伽行冥想過程中心識認知的現量。